# Копытин, Михаил Васильевич
Михаил Васильевич Копытин (1920—1986) — полковник Советской Армии, участник Великой Отечественной войны, Герой Советского Союза (1944).

## Биография
Михаил Копытин родился 15 ноября 1920 года в городе Муроме (ныне — Владимирская область). После окончания восьми классов школы и школы фабрично-заводского ученичества работал слесарем в паровозном депо, затем после окончания курсов стал помощником машиниста. В 1940 году Копытин был призван на службу в Рабоче-крестьянскую Красную Армию. В 1941 году он окончил Борисовское автобронетанковое мотоциклетное училище. С июня того же года — на фронтах Великой Отечественной войны. Участвовал в Ельнинской операции, был тяжело ранен. Позднее участвовал в битве за Москву. В 1942 году Копытин окончил Горьковское танковое училище. Вернувшись на фронт, участвовал в Сталинградской битве.
К августу 1944 года старший лейтенант Михаил Копытин командовал танковой ротой 229-го танкового полка 70-й механизированной бригады 9-го механизированного корпуса 3-й гвардейской танковой армии 1-го Украинского фронта. Отличился во время Львовско-Сандомирской операции. 3-4 августа во время боёв за станцию Жохув в 7 километрах к юго-востоку от города Мелец Подкарпатского воеводства Польши рота Копытина прорвала кольцо окружения, что позволило вырваться из него советскому мотострелковому батальону. В том бою Копытин вместе с пятью танками своей роты уничтожил 5 танков, 2 самоходных орудия, 1 бронетранспортёр, более 100 вражеских солдат и офицеров, при этом не понеся потерь со своей стороны.
Указом Президиума Верховного Совета СССР от 23 сентября 1944 года «умелое командование подразделением, мужество и героизм, проявленные в боях» старший лейтенант Михаил Копытин был удостоен высокого звания Героя Советского Союза с вручением ордена Ленина и медали «Золотая Звезда».
После окончания войны Копытин продолжил службу в Советской Армии. В 1950 году он окончил Ленинградскую высшую офицерскую бронетанковую школу, в 1956 году — Военную академию бронетанковых войск. В октябре 1972 года в звании полковника Копытин был уволен в запас. Проживал в Москве, работал председателем Москворецкого районного совета Всероссийского добровольного общества автолюбителей. Умер 4 апреля 1986 года, похоронен на 9-м участке Кунцевского кладбища Москвы.

Могила Копытина на Кунцевском кладбище Москвы.

Был также награждён двумя орденами Красного Знамени, орденами Отечественной войны 1-й и 2-й степеней, двумя орденами Красной Звезды, рядом медалей.